# Villa Santo Stefano
Villa Santo Stefano est une commune italienne d'environ 1 800 habitants, située dans la province de Frosinone, dans la région Latium, en Italie centrale.

## Administration
| Période                                  | Période  | Identité     | Étiquette | Qualité |
| ---------------------------------------- | -------- | ------------ | --------- | ------- |
| 16 juin 2004                             | En cours | Enrica Iorio |           |         |
| Les données manquantes sont à compléter. |          |              |           |         |

### Hameaux
Macchioni

### Communes limitrophes
Amaseno, Castro dei Volsci, Ceccano, Giuliano di Roma, Prossedi